# ZZK Records
ZZK Records ist ein Plattenlabel für elektronische Musik aus Buenos Aires, Argentinien.

## Geschichte
Das Label entstand aus einer Underground Party mit dem Namen Zizek Club (namentliche Anlehnung an den slowenischen Philosophen Slavoj Žižek) in Buenos Aires, die im Jahr 2006 stattfand. Die Gründer Grant C. Dull, Guillermo Canale und Diego Bulacio wollten neuen Künstlern und Produzenten eine Plattform bieten, die die Sounds traditioneller lateinamerikanischer Musik, wie Cumbia, mit Hip-Hop, Reggaeton, Dancehall und anderen elektronischen Musikstilen miteinander verbinden.
2008 etablierte sich ZZK Records als unabhängiges Label, das mit der Veröffentlichung von "ZZK Sound Vol. 1: Cumbia Digital" den Künstlern, die hinter den neuen Sounds von Electronic Cumbia stehen, internationale Anerkennung verschafft.
Die Künstler La Yegros, Frikstailers, Chancha Via Circuito und El G des Labels waren 2013 in Europa auf Tour (darunter unter anderem in Deutschland, Frankreich, Niederlande, Portugal, UK, Belgien), was ihnen hierzulande zu einem höheren Bekanntheitsgrad verhalf.

## Künstler
- Chancha Via Circuito
- Douster
- El G
- El Remolon
- Faauna
- Frikstailers
- King Coya
- La Yegros
- Mati Zundel
- Super Guachin
- Tremor
- Villa Diamante

## Diskografie
2008
- VA - ZZK Sound Vol. 1: Cumbia Digital
- VA - ZZK Sound Vol. 1: Cumbia Digital (Vinyl Sampler)
- Fauna - La Manita de Fauna
- Chanca Via Circuito - Rodante
- Chanca Via Circuito - Rodante (Vinyl Sampler)
- El Remolon - Pibe Cosmo
- El Remolon - Pibe Cosmo (Vinyl Sampler)

2009
- Fauna - La Manita de Fauna (Vinyl Sampler)
- VA - ZZK Sound Vol. 2
- Villa Diamante - Empacho Digital
- Fauna - La Manta de Fauna (Remixes)
- King Coya - Cumbias de Villa Donde
- Douster - Triassic EP
- Tremor - Caracol EP
- El Remolon - Pibe Cosmo B Sides

2010
- VA - Porier - Las Americas V.1
- Mati Zundel aka Lagartijeando - Neobailongo EP
- El Remolon - Pangeatico EP

2011
- Frikstailers - Bicho de Luz
- Tremor - Para Armar
- Chancha Via Circuito - Rio Arriba
- Fauna - Manshines
- Super Guachin - Piratas y Finchines (EP)

2012
- Mati Zundel aka Lagartijeando - Amazónico Gravitante
- VA - Future Sounds of Buenos Aires
- Chancha Via Circuito - Semillas EP

2013
- Fristailers - Gaucha EP
- La Yegros - Viene De Mi EP
- Frikstailers- En Son De Paz
- Fauna - Manshine Remixes
- El Remolon - Boxeo Constitución
- La Yegros - Viene De Mi
- VA - ZZK Sound Vol. 3
- Animal Chuki - Capicua EP

2014
- El Remolon - Selva
- Frikstailers - Crop Circles EP

2015
- Luzmila Carpio - Luzmila Carpio Meets ZZK
- Nicola Cruz - Colibria
- El Remolon - Selva Remixes
- Nicola Cruz - Prender el Alma

2016
- Nicola Cruz - Prender el Alma Remixed
- VA - 10 Years of Electrocumbia
- King Coya feat. La Walichera - Tierra de King Coya

2017
- Nicola Cruz - Puente Roto
- Dat Garcia - Maleducada
- Mitú - Cosmus
- Mitú - Fiebre (Nicola Cruz Remix)
- Dat Garcia - Maleducada Remixes Vol. 1
- Tremor - Ave Reina Mora

2018
- Dat Garcia - Maleducada Remixes Vol. 2
- Uji - Alborada
- King Coya - Tierra de King Coya

2019
- Nicola Cruz - Siku